# أنقرة غوجو
إم كيه إي أنقرة غوجو (بالتركية: MKE Ankaragücü)‏ هو نادٍ رياضي تركي يخضع لملكية شركة الصناعات الميكانيكية والكيميائية. تأسس عام 1910 ويلعب في الدوري التركي الممتاز.

## الانجازات

### كأس
- كأس تركيا (مرتان):1972, 1981 / وصيف (3) 1973, 1982, 1991

### دوري
- الدوري التركي الدرجة الثانية (مرتان):1969, 1977
- البطولة الوطنية التركية (مرة):1949
- دوري انقرة لكرة القدم (5) :1935–36, 1936–37, 1951–52, 1955–56, 1956–57

وصيف (4) 1938–39, 1943–44, 1954–55, 1958–59

## وصلات خارجية
- (بالتركية) الموقع الرسمي